# Angels Fall First
Angels Fall First is het debuutalbum van de Finse band Nightwish, uitgebracht in 1997 door Spinefarm. De gelimiteerde editie – 500 exemplaren – heeft maar zeven nummers, twee daarvan verschenen niet op het gewone album.

## Tracklist
1. Elvenpath (4:38)
2. Beauty And The Beast (6:22)
3. The Carpenter (5:56)
4. Astral Romance (5:11)
5. Angels Fall First (5:34)
6. Tutankhamen (5:30)
7. Nymphomaniac Fantasia (4:45)
8. Know Why The Nightingale Sings (4:13)
9. Lappi (Lapland)
  1. Erämaajärvi (2:15)
  2. Witchdrums (1:19)
  3. This Moment is Eternity (3:12)
  4. Etiäinen (2:34)

Bonustracks alleen voor Zuid-Korea:
1. Sleeping Sun (4:03)
2. Once Upon A Troubadour (5:21)
3. A Return To The Sea (5:16)